# Leodegario di Autun
San Leodegario (in francese Léger) (Borgogna, 616 – Sarcing, 2 ottobre 678) è stato vescovo di Autun e collaboratore di vari sovrani merovingi. È venerato come santo e martire dalla Chiesa cattolica, ed era fratello di San Guerino di Poitou.

## Biografia

### Famiglia
È il figlio di Bodilone di Thurgau e di Sigrada d'Alsazia, figlia di Ansoud di Neustria detto di Digione, che divenne santa. Il fratello di sua madre era il vescovo di Poitiers, Didon; e sua sorella era Bereswinthe, moglie di Eticone, duca d'Alsazia e madre di santa Ottilia. Il fratello di Leodegario, Warin/Gerino di Vergyn e di Poitiers, è anche un potente signore di Borgogna. Vittima dello stesso Ebroino per le stesse ragioni di Leodegario, morì come martire prima di suo fratello.

### Al servizio del regno
Entrò giovanissimo a servizio di Clotario II e venne educato presso la scuola palatina di Neustria; attorno ai venti anni venne nominato arcidiacono della cattedrale di Poitiers da suo zio, il vescovo Desiderio, che lo ordinò anche sacerdote. Attorno al 650 divenne monaco nell'abbazia di San Massenzio e ne divenne abate nel 651: ricoprì questa carica per sei anni, introducendo nel monastero la regola di san Benedetto.
Dopo la morte di Clodoveo II (656), Leodegario venne chiamato a corte come consigliere dalla regina Batilde, reggente per conto del figlio, ancora minorenne, Clotario III. Perse la sua autorità a corte quando Ebroino divenne maggiordomo di palazzo e la regina venne allontanata.
Nel 663 fu eletto vescovo di Autun: si impegnò nella riforma della diocesi, vigilando severamente sui costumi del clero secolare e sull'applicazione delle regole all'interno delle comunità religiose; lottò contro l'eresia manichea, adottando il Credo Atanasiano, e restaurò e abbellì la città di Autun, ampliando la cattedrale di Saint-Nazaire e facendo costruire tre battisteri.
Alla morte di Clotario III (673) Leodegario fu uno dei principali ispiratori della rivolta dell'aristocrazia che rovesciò il nuovo re di Neustria imposto da Ebroino, Teodorico III, e portò sul trono il re di Austrasia Childerico II: Teodorico ed Ebroino vennero internati rispettivamente nelle abbazie di Saint-Denis e Luxeuil e Leodegario venne richiamato a corte come consigliere di Childerico ma, entrato in contrasto col sovrano, venne presto esiliato a Luxeuil.
Nel 675, alla morte di Childerico, Teodorico III ed Ebroino tornarono al potere e a Leodegario venne restituita la sua sede episcopale e tornò ad essere il principale esponente dell'opposizione aristocratica al potere monarchico assoluto. Con l'accusa di aver organizzato l'assassinio di Childerico II, Ebroino fece deporre Leodegario e lo condannò all'esilio.
Leodegario venne rinchiuso nell'abbazia di Fécamp, in Normandia, dove venne torturato a lungo, accecato e infine ucciso, nella foresta di Sarcing.

## Culto
Nel 679 le sue reliquie vennero traslate nell'abbazia di san Massenzio, poi a Rennes, ad Ébreuil ed infine nella cattedrale di Autun e a Soissons.
Nel 684 il vescovo di Poitiers Ansoaldo chiese all'abate di san Massenzio Andulfo un'agiografia su Leodegario. Andulfo delegò questo compito a Ursino, che scrisse la Vita sancti Leodegarii, che però non è stata tramandata fino ai giorni nostri e il suo contenuto è stato ricostruito dallo storico Bruno Krusch a partire da differenti versioni di età carolingia dello stesso racconto.
La memoria liturgica di Leodegario ricorre il 2 ottobre.